# 씨앗 (기업)
주식회사 씨앗은 광주광역시 광산구에 본사를 둔 화학제품 제조업체이다.

## 역사
2006년 4월 12일에 설립되었으며, 2011년 1월에 디지큐브에서 씨앗으로 사명을 변경한 후 2015년 6월 22일 코넥스 시장에 상장되었다.

## 논란
2024년 7월에 회계처리 기준을 위반해 재무제표를 작성·공시하여 검찰에 고발된 적이 있었다.